# Mihovil Glavinić
Mihovil Glavinić (Makarska, 14. listopada 1833. – Zadar, 22. kolovoza 1898.), hrvatski arheolog i klasični filolog.

## Životopis
Gimnazijsko školovanje završio je u Splitu, a na Sveučilištu u Padovi studij filologije (1858.). Od tada je radio kao profesor, a od 1878. do 1883. bio je ravnatelj gimnazije u Splitu. Od 1871. do 1872. u Berlinu je specijalizirao arheologiju kojom se bavio uz rad u prosvjeti. Ravnateljem Arheološkog muzeja i konzervatorom starinarskih spomenika u Splitu postao je 1872. Od 1883. premješten je u Zadar kao nadzornik srednjih škola u Dalmaciji, a rad u arheologiji nastavio je kao ravnatelj rimskog odjela Muzeja sv. Donata. Bio je član Arheološkog instituta u Beču, Arheološkog instituta u Rimu, povjerenik Narodnog muzeja u Zagrebu, Narodne slavjanske čitaonice u Splitu i Matice dalmatinske u Zadru.

## Znanstveni rad
Predmet njegovih istraživanja bila je Salona, posebno područje oko kršćanske bazilike u Manastirinama, gdje je tada otkriven veći dio groblja. U splitski je muzej dao premjestiti sarkofag Hipolita i Fedre te sarkofag Dobrog pastira. Zaslužan je za konzervaciju splitske katedrale i zvonika, te restauraciju akvedukta Solin–Split. Zajedno s Josipom Alačevićem (koji ga je naslijedio na mjestu ravnatelja) 1878. pokrenuo je časopis Bullettino di archeologia e storia dalmata. Istraživao je ruševine stare Asserije kraj Benkovca. Pod njegovim su vodstvom provedena prva poznata arheološka iskopavanja u Naroni 1877.
Posebno je zaslužan za istraživanje, skupljanje i zaštitu arheološke baštine Nina, gdje je u vremenu od 1894. do 1897. započeo i vodio arheološka istraživanja na više položaja (rimski hram, Kreljevac, oko Sv. Križa, oko stolne crkve,...). Vodio je obnovu i konzerviranje starohrvatskih crkvica Sv. Križa i sv. Nikole, a začetnik je Starinarske zbirke u Sv. Križu u koji je bio smjestio skupljene kamene spomenike. Brinuo se oko poslova obnove, popravaka i konzerviranja crkve sv. Donata u Zadru te njena uređenja u muzej započetih 1877. a dovršenih 1897. Napisao je veći broj rasprava, izvještaja i članaka u raznim časopisima. Značajno mu je djelo Katalog rimskih natpisa u Arheološkom muzeju u Zadru 1894., obrada 79 natpisa koji su se nalazili u muzeju. Obradio je i objavio istraživanja 150 spomenika iz Solina, a u dva rada 1875. obradio je 94 natpisa iz raznih dalmatinskih mjesta. Bavio se istraživanjem i obradom starog novca, pa je tako 1872. objavio značajan rad o rimskom republikanskom novcu u Arheološkom muzeju u Splitu, a i objavio je obradu ostave od 150 rimskih denara iz Kruševa kod Obrovca.